# Culicoides karakumensis
Culicoides karakumensis är en tvåvingeart som beskrevs av Gutsevich och Molotova 1973. Culicoides karakumensis ingår i släktet Culicoides och familjen svidknott. Inga underarter finns listade i Catalogue of Life.